# David Bismuth
Pour les articles homonymes, voir Bismuth (homonymie).
David Bismuth est un pianiste français né le 10 janvier 1975 à Nice.

## Biographie
Né de parents  mélomanes, il étudie au conservatoire de Nice avec Anne Queffélec et Catherine Collard, puis rejoint la classe de Brigitte Engerer au CNSMDP. Il étudie avec Monique Deschaussées et participe en 2002 à des workshops organisées par Maria João Pires, avec laquelle il se produit ultérieurement.
David Bismuth débute avec l'Orchestre National de France en 2009. Il interprète principalement Bach, Mozart, et des compositeurs français.

## Discographie
- César Franck / Gabriel Fauré – Œuvres pour piano paru chez AmeSon (2004)
- Paul Dukas / Claude Debussy Sonate / Suites Pour le Piano et Bergamasque, Arabesque no 1 paru chez AmeSon (2006)
- Johann Sebastian B.A.C.H.ianas et transcriptions paru chez AmeSon (2009)
- Rachmaninoff-Saint-Saëns paru chez AmeSon (2010)
- Bach Père et Fils paru chez AmeSon (2014)
- "Beethoven et ses maîtres" paru chez AmeSon (2017) [3]
- Paris 1900 (Sonates de Fauré, Pierné, Saint-Saëns), avec la violoniste Geneviève Laurenceau, paru chez Naïve (2017)

## Distinctions
Il est diplômé du Royal College of Music de Londres et accède à la demi-finale du Young Concert Artists Audition de New-York.